# Szüllő Géza (tanfelügyelő)
Borsai Szüllő Géza (Nagyborsa, 1832. március 21. – Turócszentmárton, 1896. augusztus 23.) 48-as honvéd huszárhadnagy, turóci királyi tanfelügyelő, országgyűlési képviselő, királyi tanácsos.

## Élete
Szülei Szüllő Lajos (1802–1832) és cséfalvai Cséfalvay Ágnes (1808–1878) voltak. Felesége 1861-től Olgyay Berta (1843-1899), gyermekeik Szüllő Árpád (1862-1937) kormányfőtanácsos, a Ganz-Danubius gép- és hajógyár igazgatója és Szüllő Géza (1873–1957) nagybirtokos, politikus, az MTA levelező tagja.
A szabadságharcban a 10. Vilmos huszárezredben szolgált, a Kmety-hadosztályban. Állítása szerint az augusztus 9-i temesvári csatában hadnagy és parancsőrtiszt lett Kmety tábornok törzsében. Facsádnál tette le a fegyvert. 
1849-ben részt vett az ihászi csatában, ahol megsebesült, és Pápán látták el. 1869–1872-ig és 1875 és 1878 között a bazini kerület Deák-párti, majd Szabadelvű képviselője volt.
Turócszentmártonban temették el. 1890-től a Turóc vármegyei Honvédegylet tagja volt. 1895-ben családi levéltárát az országos levéltárnak adományozta. A vágvölgyi vasút kiépítésére tett lépéseket.